# Hubert Pączek
Hubert Pączek (* 20. Januar 1982) ist ein polnischer Badmintonspieler. 

## Karriere
Hubert Pączek gewann 2006 erstmals Bronze bei den nationalen Titelkämpfen im Herreneinzel. 2008 und 2009 folgten weitere dritte Plätze im Einzel, bevor er sich 2010 auf den Silberrang steigern konnte. 2011 erkämpfte er sich Bronze im Mixed.

## Sportliche Erfolge
| Saison | Veranstaltung                   | Disziplin    | Platz | Name                                                                         |
| ------ | ------------------------------- | ------------ | ----- | ---------------------------------------------------------------------------- |
| 2006   | Polnische Einzelmeisterschaften | Herreneinzel | 3     | Hubert Pączek (AZS AGH Kraków)                                               |
| 2008   | Polnische Einzelmeisterschaften | Herreneinzel | 3     | Hubert Pączek (AZS AGH Kraków)                                               |
| 2009   | Polnische Einzelmeisterschaften | Herreneinzel | 3     | Hubert Pączek (AZS AGH Kraków)                                               |
| 2010   | Polnische Einzelmeisterschaften | Herreneinzel | 2     | Hubert Pączek (AZS AGH Kraków)                                               |
| 2010   | Welthochschulmeisterschaft      | Herrendoppel | 3     | Hubert Pączek / Wojciech Szkudlarczyk                                        |
| 2011   | Polnische Einzelmeisterschaften | Mixed        | 3     | Hubert Pączek / Monika Bieńkowska (AZS AGH Kraków / UKS 15 Kędzierzyn-Koźle) |